# Vélez (Santander)
Pour les articles homonymes, voir Vélez.
Vélez est une ville colombienne, chef-lieu de la province de Vélez dans le département de Santander.